# Leptopyrgota albitarsis
Leptopyrgota albitarsis är en tvåvingeart som beskrevs av Aczel 1956. Leptopyrgota albitarsis ingår i släktet Leptopyrgota och familjen Pyrgotidae. Inga underarter finns listade i Catalogue of Life.